# LGBT práva na Tchaj-wanu

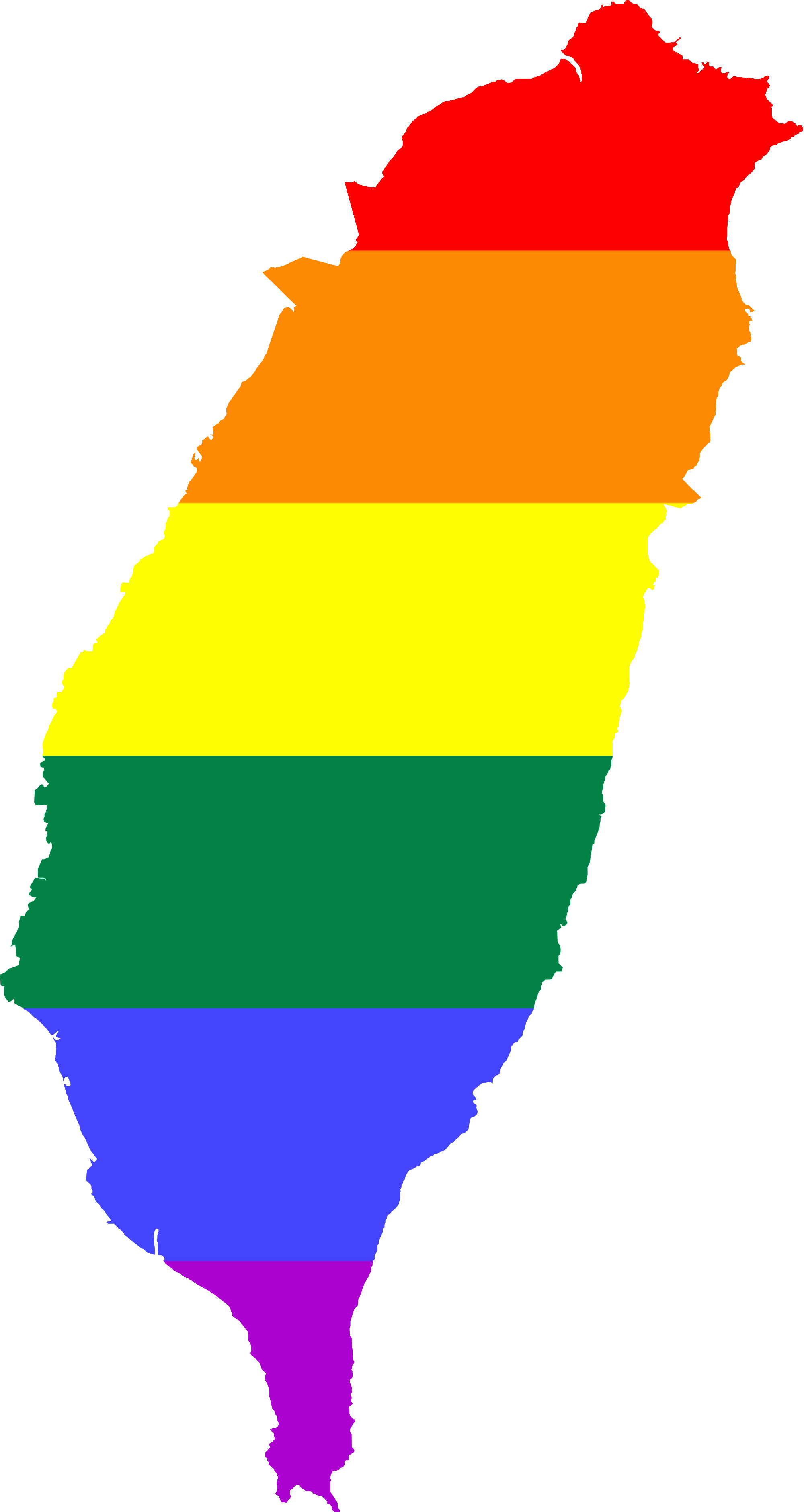
Duhová mapa Tchaj-wanu

Práva leseb, gayů, bisexuálů a translidí (LGBT) jsou na Tchaj-wanu považována za jedna z nejvíce progresivních ve Východní Asii a na celém asijském kontinentu obecně. V květnu 2019 se země stala první v Asii legalizující manželství stejného pohlaví a umožnila manželská práva v oblastech, jako jsou daně, pojištění a péče o děti a omezenou možnost adopce dětí.
Výkonná moc vlády Čínské republice (Executive Yuan) navrhla zákon o stejnopohlavních sňatcích v r. 2003; navržená legislativa se však setkala s masovým odporem, a proto se od ní nakonec upustilo. Homofobní diskriminace ve školství a v zaměstnání je zakázaná celostátně od r. 2003 a 2007.
Festivalu Taiwan Pride se v r. 2015 zúčastnilo přibližně 80 tisíc lidí, což jej učinilo největším asijským gay pride, který dává Tchaj-wanu status jedné z nejliberálnějších zemí v Asii.

## Zákonnost stejnopohlavní sexuální aktivity
Bezúplatná a konsensuální stejnopohlavní sexuální aktivita konaná mezi způsobilými osobami je na Tchaj-wanu legální. Na rozdíl od většiny západních zemí nebyla na Tchaj-wanu homosexualita nikdy předmětem represí.

## Ústavní práva
Ústava Čínské republiky se nijak přímo nevyjadřuje k sexuální orientaci nebo genderové identitě.
Článek 7 ústay říká následující: Všichni občané Čínské republiky si jsou bez ohledu na pohlaví, náboženské vyznání, rasu, třídu nebo politickou příslušnost rovni před zákonem.
Článek 22 ústavy říká: Veškerá lidská práva a svobody, která neodporují sociálnímu řádu nebo veřejnému zájmu, jsou touto ústavou garantována.

## Stejnopohlavní soužití
Na konci října 2003 navrhla tchajwanská vláda zákon legalizující stejnopohlavní manželství a adopci dětí stejnopohlavními páry pod názvem zákon o základních lidských právech (Human Rights Basic Law), který se pozastavil kvůli opozici z řad některých členů vládního kabinetu (Demokratická pokroková strana) a zákonodárců (sestávajících z vládnoucího Kuomintagu a Panmodré koalice), a který se nestal ani předmětem hlasování. Současný Tchaj-wan neposkytuje žádný právní rámec pro homosexuální páry.
V r. 2011 se z důvodu zatraktivnění tématu stejnopohlavního manžesltví uspořádalo 80 lesbických svateb zakončených veselkou, které se zúčastnilo více než 1000 známých, rodinných příslušníků a široké veřejnosti. V r. 2012 se na Tchaj-wanu odehrála buddhistická rituální svatba mezi Fishem Huangem a jeho partnerem You Ya-tingem za účasti buddhistického vůdce Shiha Chao-hui. V r. 2012 se Chen Ching-hsueh a Kao Chih-Wei staly druhým veřejně oddaným homosexuálním párem na Tchaj-wanu, čímž se zakončil proces boje za právní uznání takového sňatku. Celoživotní aktivista Qi Jia-wei se rozhodl podpořit boj Chena a Kaa za uznání jejich manželství prostřednictvím žaloby u Nejvyššího správního soudu v Tchaj-peji podanou ten samý rok. V ní citoval nejmenované inteligentní zdroje vyzývající Washington, Peking a Vatikán ke stejné věci.
22. prosince 2014 se navržená novela občanského zákoníku, která by umožnila homosexuálním párům uzavírat sňatky, stala předmětem přezkumu v Justiční komisi v tchajwanském parlamentu. V případě, že by touto komisionální fází prošla, pak by se stala předmětem hlasování plenární schůze parlamentu v r. 2015. Novela zahrnující manželskou rovnost by změnila definici manželství v občanském zákoníku z jeho heteronormativní definice na genderově-neutrální, čímž by zpřístupnila sňatek párům stejného pohlaví. Nová legislativa by také umožnila homosexuálním párům osvojování dětí. Poslankyně Demokratické pokrokové strany Ju Mei-nu tuto změnu podpořila a získala na svojí stranu kromě více než 20 poslanců své strany také dva z Tchajwanské solidární unie, jednoho z Kuomintangu a jednoho z První lidové strany. Prošla-li by novela občanského zákoníku, pak by se Tchaj-wan stal první asijskou zemí, která zpřístupnila manželství párům stejného pohlaví. Návrh zákona se nestihl projednat do ledna 2016, kdy skončilo volební období osmého vládního kabinetu.
V červenci 2016 oznámili nově zvolení zákonodárci, že znovu zpracují, a předloží v parlamentu nový návrh zákona o stejnopohlavním manželství do konce roku. Manželství pro všechny má také podporu ze strany tchajwanské prezidentky Cchaj Jing-wen, která jí veřejně potvrdila v listopadu 2015. V říjnu byly dva návrhy zákona o stejnopohlavním manželství předmětem vládního jednání.
Ústavní soud řešil spor mezi gay aktivistou Chi Chia-weiem, jemuž byla v r. 2013 zamítnutá žádost o registraci stejnopohlavního manželství, a městem Tchaj-pej, konkrétně pak jeho zastupitelským úřadem pro civilní záležitosti. Oba se dožadovali ústavní interpretace ve vztahu k problematice, tedy zda tchajwanský občanský zákoník umožňuje nebo ne stejnopohlavní manželství, a zda je právo na rovnost a manželskou svobodu garantované ústavu, či nikoli.
24. května 2017 se Ústavní soud usnesl na tom, že současné zákony, podle kterých je manželství pouze mezi mužem a ženou, jsou neústavní. Ústavní soudci tak zavázali místní parlament, aby ve lhůtě dvou let přijal příslušnou novou legislativu, která ve výsledku učiní z Tchaj-wanu první asijskou zemí s manželstvím pro všechny.
24. května 2019 tchajwanský parlament schválil zákon povolující manželství stejného pohlaví. Páry tvořené osobami stejného pohlaví tak získali manželská práva v oblastech, jako jsou daně, pojištění a péče o děti a omezenou možnost adopce dětí.

### Registrace stejnopohlavních párů
V květnu 2015 oznámilo město Kao-siung, že umožní homosexuálním párům registrovat svůj svazek v civilních dokumentech pro účely vzájemného zastupování, ačkoli by se toto netýkalo zdravotnictví. Tchajwanské LGBT organizace spolu s nevládními organizacemi tento pokus kritizovali jako hloupý pokus o "zesměšnění" komunity, který nepřináší žádné odpovídající výsledky.
17. června 2015 se hlavní město Tchaj-pej stalo druhou správní jednotkou Tchaj-wanu, který implemntovala jistý právní rámec pro registraci homosexuálních párů. V říjnu 2015 byl následován Tchaj-čungem. Tchaj-nan a Nová Tchaj-pej přijaly podobnou vyhlášku 1. února 2016. 1. března se přidalo město Ťia-i, což jej činí šestou správní jednotkou Tchaj-wanu, která přijala vyhlášku o registru stejnopohlavních svazků. 14. března přijal podobný právní rámec také Tchao-jüan jako poslední správní jednotka, která nějak právně uznává stejnopohlavní páry. Okresy Čang-chua a Sin-ču přijaly vyhlášku o registru párů stejného pohlaví 1. dubna. 20. května začal okres I-lan také umožňovat stejnopohlavním párům registrovat své soužití. Okres Ťia-i začal registrovat stejnopohlavní páry 20. října.

## Ochrana před diskriminací
V r. 2007 přijal tchajwanský parlament zákon proti homofobní diskriminaci na pracovišti. Diskriminace jiných sexuálních orientací ve školství je zakázaná od r. 2003 podle zákona o genderové rovnosti ve vzdělávání (Gender Equity Education Act). V březnu 2010 oznámilo Ministerstvo školství Čínské republiky, že od r. 2011 se do školních osnov dostanou témata LGBT lidská práva a boj s diskriminací. Podle mluvčí Ministerstva je cílem reformy prevence diskriminace a vytváření příjemnéného prostředí tolerance a respektu pro studenty.

## Změna pohlaví
V r. 2002 neúspěla transgender aktivistka Cchaj Ja-Ting se žádostí na Kancelář prezidenta, aby jí umožnila používat fotografii reprezentující její momentální stav v osobních dokumentech.
V r. 2008 vydalo Ministerstvo vnitra nařízení, podle něhož musí translidé a intersexuálové podstoupit chirurgickou změnou pohlaví, než jim budou vydán nové dokumenty.
V srpnu 2013 podpořila tchajwanská vláda první stejnopohlavní transgender manželství poté, co se zeptala na pohlaví obou snoubenců.
Od ledna 2015 již nemusí translidé žijící na Tchaj-wanu dále podstupovat chirurgickou operaci, aby mohli projít procesem úřední změny pohlaví.

## Konverzní terapie
13. května 2016 oznámil zdravotní odbor města Tchaj-čung, že zakáže všem zdravotním institucím pokoušet se léčit homosexualitu. Podle Schader Liu z místní Komise pro gendervou rovnost se veškeré organizace lékařské, občanské nebo náboženské tímto dopouštějí porušování zákona o psychiatrech a zákona o psycholozích. Z tohoto důvodu se tato komise také rozhodla požádat Ministerstvo zdravotnictví o přijetí nového nařízení, které by zakázalo konverzní terapie v celém Tchaj-wanu.
30. prosince 2016 oznámilo Ministerstvo zdravotnictví, že zpracuje příslušnou novelu zákona o psychiatrech, která učiní konverzní terapii nezákonnou, za podpory Tchajwanské společnosti psychiatrů a lidskoprávních skupin, které tento zákaz již dříve doporučovaly. Veřejnost bude míst možnost vyjádřit se ke zpracovné novele do 60 dní poté, co Ministerstvo vydá nařízení založené na jejím znění. Nová legislativa se nestane účinnou dříve než v březnu 2017. Podle novelizovaného zákona o psychiatrech hrozí jakémukoli lékaři pokoušejícímu se o konverzní terapii pokuty ve výši 100 000 až 500 000 nových tchajwanských dolarů (3 095 až 15 850 USD) a suspendace v délce trvání jednoho kalendárního měsíce.

## Služba v armádě
Lesby, gayové a bisexuálové smějí sloužit otevřeně v armádě od r. 2002.

## LGBT život na Tchaj-wanu

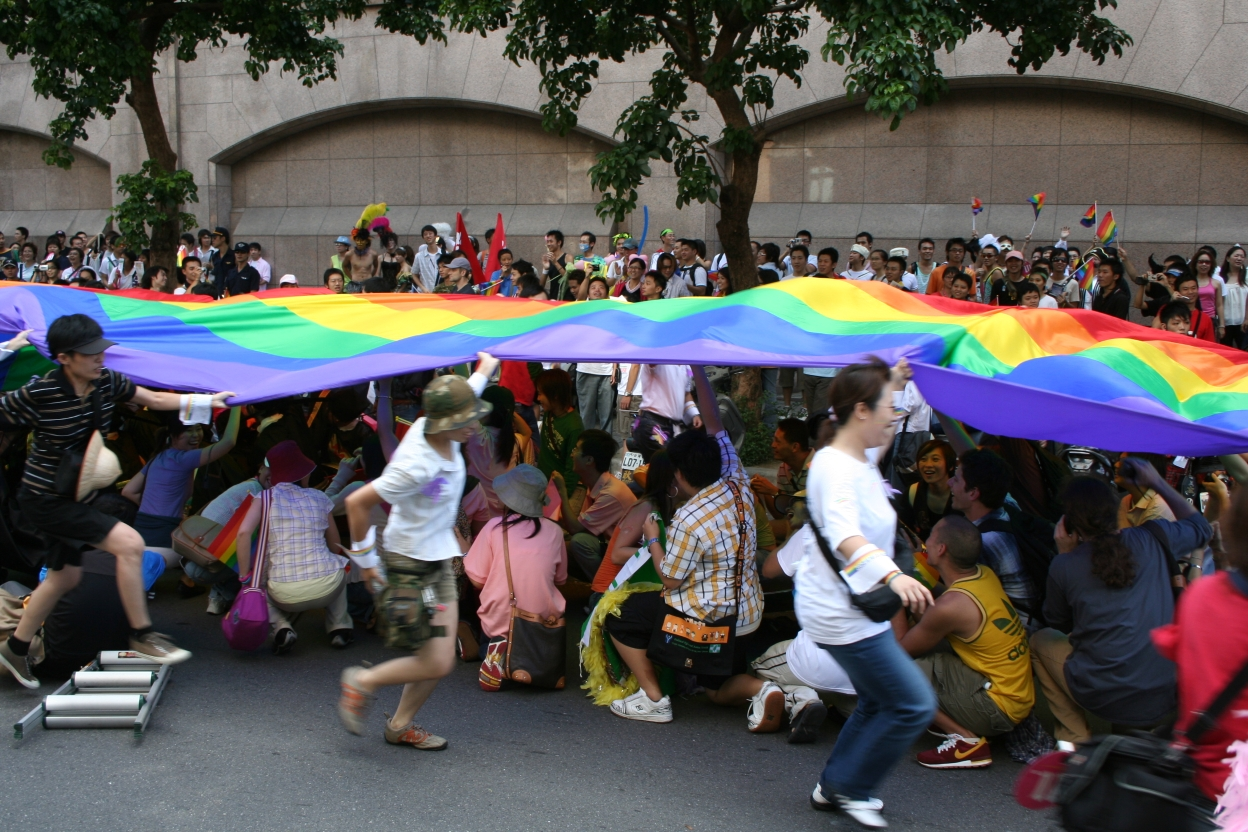
Taiwan Pride 2005

V 70. letech bylo publikováno několik novel o homosexualitě. Jedním z nejprominentnějších spisovatelů byl Pai Hsien-jung, který se ve své tvorbě vyznačoval právě gay postavami - nejznámější jeho novelou je Crystal Boys. V poslední době se do veřejného oběhu také dostalo několik seriálů a filmů s gay tematikou, které se staly předmětem zájmu gay komunit z Tchaj-wanu i Číny. Příkladem je seriál Crystal Boys inspirovaný Hsien-jungovou novelou se stejným názvem a film Formula 17.
1. listopadu 2003 proběhl v Tchaj-peji první festival gay hrdosti v čínsky mluvícím světě s názvem Taiwan Pride. Zúčastnilo se jej přibližně tisíc lidí. Od té doby se začal pořádat každoročně, ale valná část účastníků měla tendenci maskovat svojí identitu, neboť homosexualita zůstává na Tchaj-wanu stále určitým sociálním tabu. Nicméně, když v r. 2010 se jej zúčastnilo 30 000 lidí, došlo k dramatickému nárůstu mediální a politické pozornosti, jakož i vzrůstající míry akceptace. Od tohoto roku se další festival gay pride odehrává také v Kao-siungu, kde se jej zúčastňují přibližně 2000 lidí.
V letech 2004-2005 natočil tchajwanský režisér Ang Lee gay westernový film Zkrocená hora, který se setkal s vysokým kritickým ohlasem a akademickým oceněním.
Lesbický film "Pavoučí lilie" natočený režisérkou Zero Chou se v r. 2007 promítal na Berlínském mezinárodním filmovém festivalu, kde vyhrál cenu Teddy Award za nejlepší gay film.

## Veřejné mínění
Ze zkoumaných 6 439 v dubnu 2006 se 75 % respondentů vyslovilo pro akceptaci homosexuálních svazků, zatímco zbývajících 25 % bylo pro neakceptaci. Šetření se uskutečnilo pod záštitou National Union of Taiwan Women's Assocation/Constitutional Reform Alliance.
Online výzkum z r. 2013 ukázal, že 53 % Tchajwanců podporuje stejnopohlavní manželství, a že 76 % je pro rovná práva pro gaye a lesby.
V květnu 2015 publikoval PlanetRomeo, LGBT sociální síť, první index gay spokojenosti (Gay Happiness Index GHI). Gayové ze 120 zemí byli tázáni na to, zda se cítí dobře ve společnosti, jaké mají zkušenosti ve vztahu s jinými lidmi, a jak hodnotí kvalitu svého života. Tchaj-wan se umístil na 34. místě s výsledkem 54.
Online výzkum z r. 2015 ukázal, že by 59 % respondentů podpořilo právní rámec podobný manželství pro homosexuální páry, a že by 75 % podpořilo stejnopohlavní manželství.

## Souhrnný přehled
| Legální stejnopohlavní styk                                                             | (Vždycky legální) |
| Stejný věk legální způsobilosti k pohlavnímu styku pro obě orientace                    | (Vždycky legální) |
| Anti-diskriminační zákony v zaměstnání                                                  | (2003)            |
| Anti-diskriminační zákony v přístupu ke zboží a službám                                 | (2007)            |
| Anti-diskriminační zákony v ostatních oblastech (homofobní urážky, zločiny z nenávisti) | (2017)            |
| Stejnopohlavní manželství                                                               | (2017)            |
| Jiná forma stejnopohlavního soužití                                                     | (2017)            |
| Adopce dítěte partnera                                                                  | (2017)            |
| Společná adopce dětí stejnopohlavními páry                                              | (2017)            |
| LGB lidé smějí otevřeně sloužit v armádě                                                | (2002)            |
| Možnost změny pohlaví (chirurgický zásah není požadován od r. 2015)                     | (2008)            |
| Zákaz léčení homosexuality                                                              | Celostátně        |
| Náhradní mateřství pro gay páry                                                         | Yes               |
| Přístup k umělému oplodnění pro lesbické páry                                           | Yes               |
| MSM smějí darovat krev                                                                  | (2009)            |